# Église paroissiale de Leith Sud
L'Église paroissiale de Leith Sud (en anglais : South Leith Parish Church), anciennement connue sous le nom d'église Notre-Dame, est un édifice de l'Église d'Écosse, située à Kirkgate dans le district portuaire de Leith à Édimbourg, en Écosse. 
L’église est un monument classé de catégorie A.

## Histoire
L’église a une longue histoire, bien que la plupart des bâtiments visibles soient plus récents. L’église a été fondée en tant que chapelle catholique romaine dédiée à Sainte-Marie érigée en 1483 et consacrée en 1487. Dans le cadre de la dédicace, le roi Jacques III d’Écosse a donné 18 shillings à l’église. L’église était à l’origine grande, avec une nef, un chœur, une croisée et des transepts. Les parties orientales de l’église ont probablement été détruites lors du siège de Leith en 1560. L'église a été réparée et reconstruite plusieurs fois, mais a consacré sa nef d'origine.
Dans le cimetière de l'église sont enterrés John Hume, John Pew et d'autres.

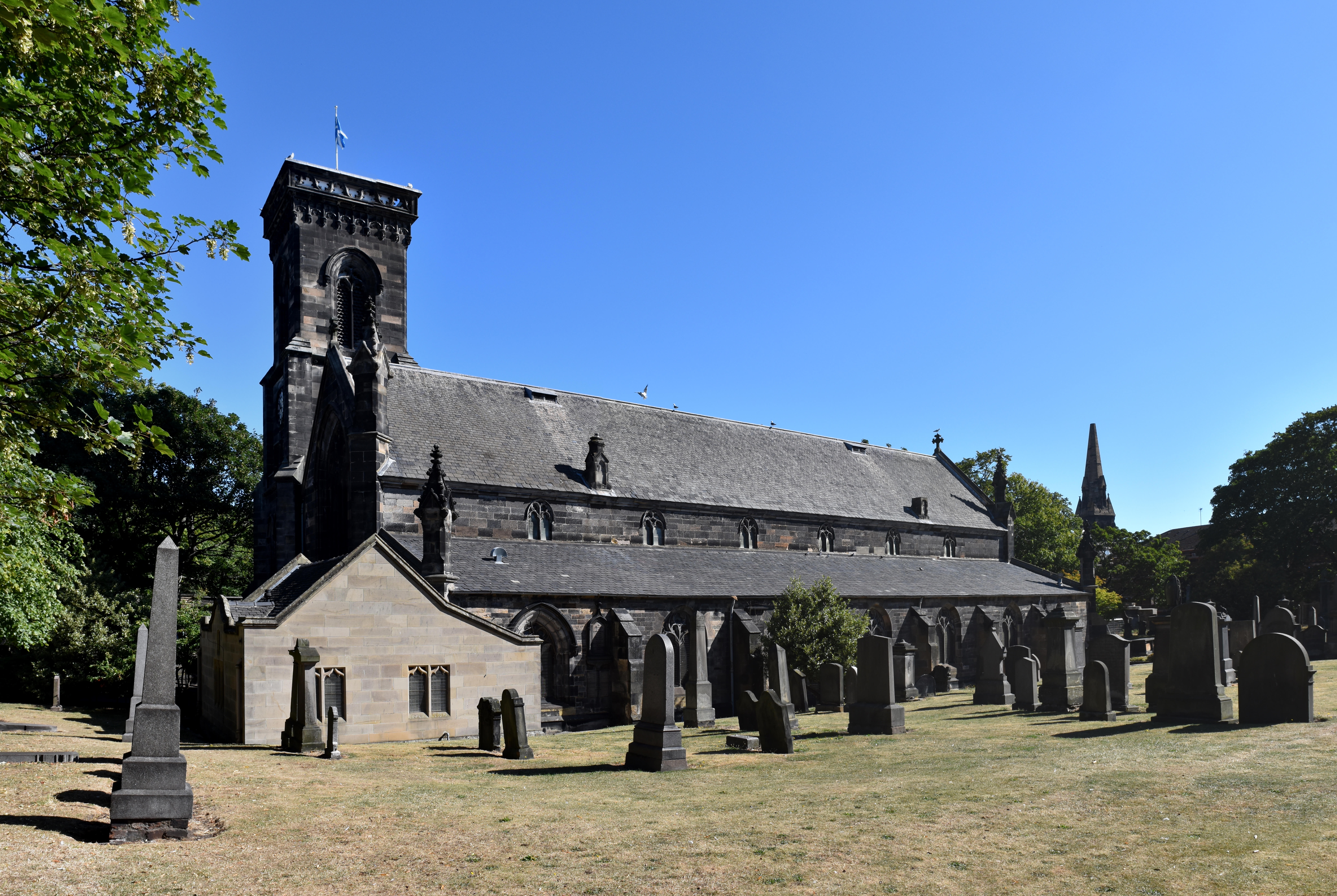
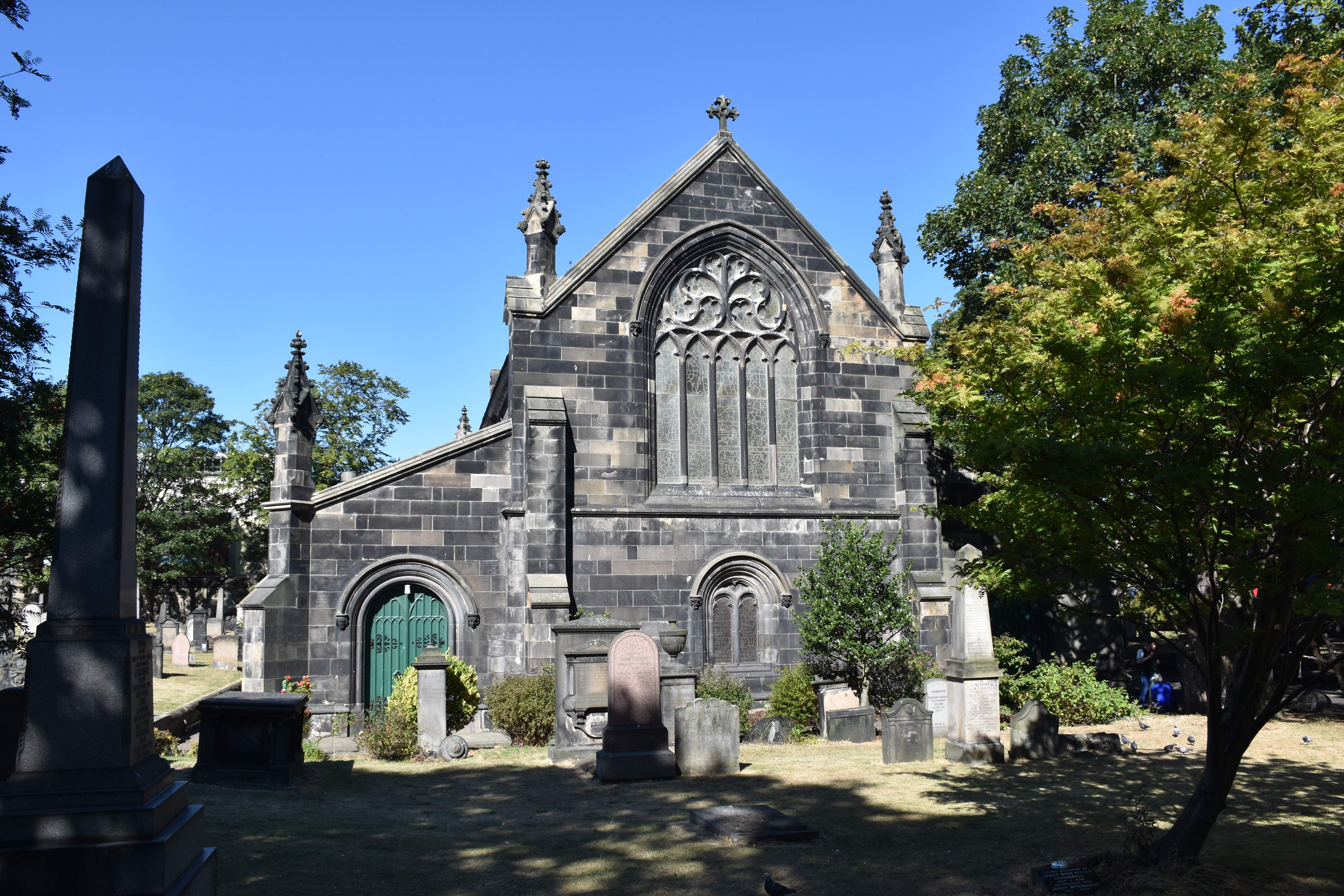
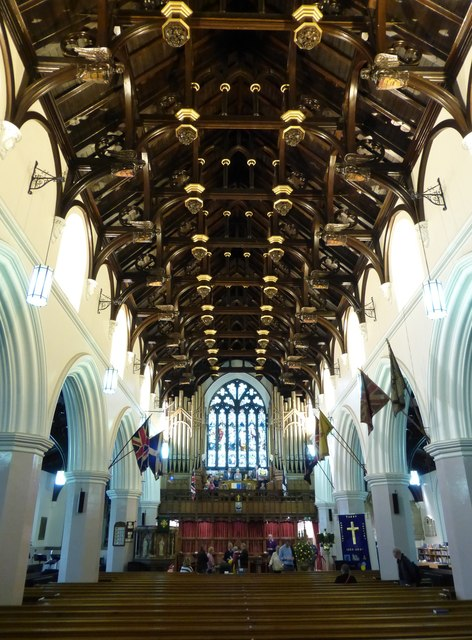
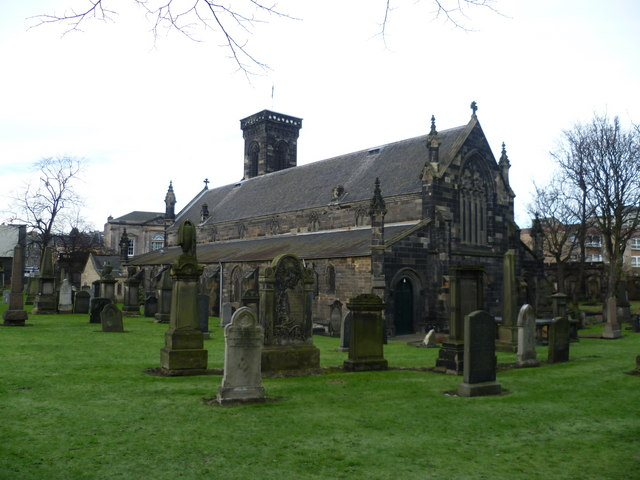
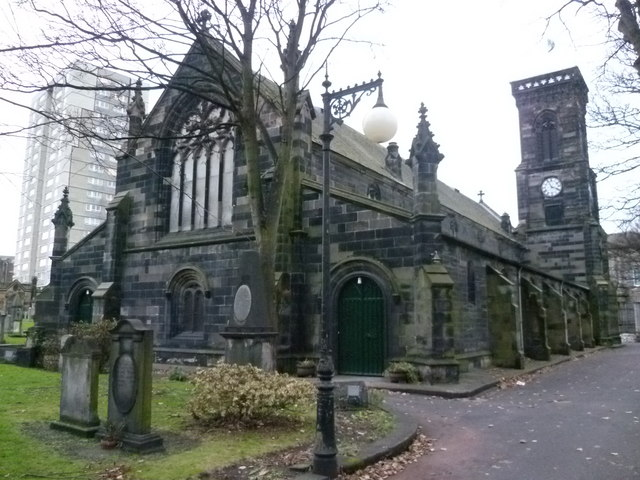